# خورخي دورادو
خورخي دورادو (بالإسبانية: Jorge Dorado)‏ هو مخرج إسباني، ولد في 8 ديسمبر 1976 في مدريد في إسبانيا.

## وصلات خارجية
- خورخي دورادو على موقع IMDb (الإنجليزية)
- خورخي دورادو على موقع ألو سيني (الفرنسية)
- خورخي دورادو على موقع أول موفي (الإنجليزية)
- خورخي دورادو على موقع قاعدة بيانات الأفلام السويدية (السويدية)
- خورخي دورادو على موقع قاعدة بيانات الفيلم (الإنجليزية)
- خورخي دورادو على موقع كينوبويسك (الروسية)